# 梁越
梁越，字玄览，北魏新兴（今山西省定襄县）人。
梁越年轻时好学，博览经传，无所不通。性情纯和诚信。北魏初年为《礼经》博士。魏道武帝以其严谨厚道，举止可作为楷模，任命为上大夫命授诸皇子经书。魏明元帝即位，以师傅之恩，赐爵祝阿侯，后来出任为雁门郡太守，获白雀进献，拜光禄大夫。去世后。其子梁弼，早卒。梁弼子梁恭，袭爵。降为云中子。梁恭无子，爵除。